# Operacija Maestral
Operacija Maestral je bila prva značajnija operacija združenih snaga HV-a, HVO-a i Armije BiH u zapadnoj BiH, u kojoj su zauzeti veći prostori zapadne Bosne uključujući gradove Drvar, Šipovo, Jajce, Bosanski Petrovac, Bosanska Krupa i Ključ. Operacija Maestral zapravo se sastojala od dvije povezane ofenzive. Trajala je od 8. rujna do 17. rujna 1995., tijekom čega je oslobođeno područje od oko 2500 četvornih kilometara.
Snage bosanskih Srba raspoređene na terenu krajem srpnja i početkom kolovoza 1995. godine radi provođenja opsežne Operacije Vaganj, koja je trebala preokrenuti tijek rata opet za korist Srba – tu je operaciju preduhitrila hrvatska Operacija Oluja za samo jedan dan -nisu uspjele zaustaviti napredovanje hrvatskih snaga tijekom Operacije Maestral. Makar su se srpske snage upustile u ozbiljne borbe protiv snaga HV–a, HVO–a i ABiH, nisu uspjele spriječiti prodor tih snaga prema Banjoj Luci, kojoj su se hrvatske snage približile na svega 24 km: zaustavljanje daljnjeg napredovanja hrvatskih snaga prema Banjoj Luci plod je političkih odluka - uz odsudno posredovanje diplomacije SAD–a -  kojoj se činilo da bi „preveliki” uspjeh operacije mogao ugroziti mirovne napore koji su poslije urodili Daytonskim sporazumom - kako svjedoči američki diplomat Richald Holbrooke u svojoj memoarskoj knjizi.
Operacija Maestral pokrenuta je radi sprječavanja utvrđivanja srprskih snaga na novouspostavljenoj bojišnici, uz njihovo potiskivanje dalje od Grahova, Glamoča i Kupresa. Planirano je oslobađanje Šipova, Jajca i Drvara, uz uspostavljanje nove bojišnice ispred Petrovca, Ključa i Mrkonjić Grada (koji bi ostali na srbijanskoj strani bojišnice). Operacija je, također, trebala omogućiti napredovanje 5. korpusa Armije BiH s bihaćkoga područja prema Sanskom Mostu i 7. korpusa ABiH s područja srednje Bosne prema Kotor Varošu.
Tijekom akcije izvele su snage VRS 12. – 14. kolovoza 1995. snažan protunapad na području Bosanskog Grahova, koji je zaustavljen odlučnim djelovanjem 4. gardijske i 141. (splitske) brigade HV, uz više od 20 poginulih i 50 ranjenih hrvatskih vojnika. Taj se protunapad ponekad naziva „Bitka kod Bosanskog Grahova”.
Operacija Maestral je uspostavila novi odnos snaga na bojištu, i time stvorila preduvjete za mirovne pregovore koji su prije kraja 1995. godine rezultirali Daytonskim sporazuom i okončanjem Rata u BiH.

## Preduvjeti
Temeljem Splitskoga sporazuma Hrvatske i Federacije BiH od 22. srpnja 1995., nekoliko tjedana nakon operacije Oluja i nakon odbijenog protunapada Vojske Republike Srpske iz smjera Drvara, tijekom kojega su HV i HVO zauzele dodatne kvadratne kilometre u smjeru Drvara, težište djelovanja Hrvatske vojske ponovno je vraćeno u Bosnu i Hercegovinu.
Međunarodna zajednica nije se usprotivila s obzirom na to da je daljnje napredovanje hrvatskih i snaga ABiH smatralo najbolji načinom prisiljavanja bosanskohercegovačkih Srba na sjedanje za pregovarački stol bez traženja dodatnih uvjeta. Zajedno sa snagama Armije BiH, Hrvatske snage počele su planiranje oslobađanja i zauzimanja što većeg područja u jugozapadnoj Bosni. 4. i 7. gardijska brigada, 1. hrvatski gardijski zdrug, 126. domobranska (Sinjska) pukovnija, 6 domobranska (Splitska) pukovnija, 112. (zadarska) brigada HV, 113. (šibenska) brigada, kao i 7. (zadarska), 15. (šibenska),141. (splitska), 142. (drniška) i 134. (biogradska) domobranska dpukovnija, izvidničko-diverzantska satnija GSHV, 81. (virovitička) gardijska bojna HV, dio Specijalne policije MUP RH, te 1., 2. i 3. brigada HVO, 60. gardijska desantna pukovnija HVO "Ludvig Pavlović", postrojbe specijalne policije MUP HVO i 22. diverzantski odred HVO pripremaju se za nastavak napredovanja prema Banjoj Luci. S područja bihaćke enklave je u koordinaciji s tim hrvatskim snagama napredovao 5. korpus ABiH, a s područja srednje Bosne 7. korpus ABiH. Zamisao operacije bila je smjela i predviđala je prodore na dva operativna pravca od Bosanskog Grahova prema Drvaru i od Glamoča prema Jajcu.
Zbog ponavljanja masakra na sarajevskoj tržnici Markale, 28. kolovoza 1995., zračne snage NATO-a tijekom noći 30. kolovoza 1995. godine pokreću snažnu kampanju zračnih udara na bosanske Srbe pod nazivom Operacija Namjerna sila. Vojska bosanskih Srba snažno je rastrojena. U tom olakotnom trenutku, dok su oči svijeta bile uprte u nebo i dok su se brojile štete Srba oko Sarajeva, vojni stožeri ABiH, HV-a i HVO-a koriste se trenutkom nemoći VRS-a i pokreću združeni protuudar.

## Tijek operacije
Operacija počinje u petak, 8. rujna iz smjera Glamoča i Kupresa - prve srpske linije su bile lako razbijene i u ruke 7. i 4. gardijskoj brigadi pada strateški važan planinski vrh Veliki Vitorog, visok 1906 m/nm, odakle se kontrolira široko područje od Kupreškog polja i Glamoča sve do Šipova, Jajca i Mrkonjić Grada. Nasuprot hrvatskim snagama bilo je 7 lakih pješačkih slabo popunjenih srpskih brigada, jedna motorizirana brigada i dva oklopljena bataljuna 2. Krajiškog korpusa VRS.
U isto vrijeme kreću napadne operacije 5. korpusa Armije BiH pod zapovjedništvom generala Atifa Dudakovića iz smjera Bihaća prema planinama Grmeč i Bosanskom Petrovcu te prema Bosanskoj Krupi. 7. korpus Armije BiH pod zapovjedništvo generala Mehmeda Alagića pokreće žestok napad na Donji Vakuf.
Usporedno s tim, Armija BiH pokreće i operacije prema drugim strateškim područjima pa tako u ponedjeljak, 11. rujna 1995., pada snažno, strateško važno srpsko uporište Vozuća na cesti Banovići-Zavidovići, a narednih dana u bošnjačke ruke pada skoro cijela planina Ozren.
Sutradan, u utorak, 12. rujna 1995., snage 4. gardijske brigade HV-a zauzimaju gradić Šipovo, a 7. gardijska brigada zauzima strateški iznimno važan prijevoj Mliništa na cesti između Glamoča i Mrkonjić Grada.
Makar su snage VRS u noći 12. rujna krenule u protunapad prema Bosanskom Grahovu, sljedeći dan, srijeda 13. rujna 1995. bio je iznimno uspješan - 7. gardijska brigada zauzima Drvar, 81. Gardijska Bojna HV, 2. Gardijska Brigada HVO, Postrojbe za posebne namjene MUP-a HR Herceg-Bosne te postrojbe HVO Jajca oslobađaju grad Jajce, većinski hrvatski grad, nad slapovima Plive zavijorila je hrvatska zastava, što je za akciju Maestral značilo ono što je za Oluju značila zastava na Kninskoj tvrđavi. Istog dana pada i Donji Vakuf u ruke 7. korpusa Armije BiH. Na južnom ratištu, HV i HVO su osvojili nekoliko brda s kojih se mogao nadzirati grad Trebinje. [nedostaje izvor].
Dana 15. rujna 1995. jedinice 5. korpusa Armije BiH zauzimaju Bosanski Petrovac, a idućeg dana, 16. rujna pada i gradić Ključ. Narednog dana, nedjelja, 17. rujna, 5. korpus oslobađa i Bosansku Krupu. Sljedećih dana 5. korpus zauzima šire područje u smjera Bosanske Otoke, Prijedora i dospijeva nadomak Sanskom Mostu, koji će biti zauzet nepunih mjesec dana kasnije.
Nakon tjedan dana borbi, operacija završava. Zauzeto je i oslobođeno područje široko 100 i duboko 25 kilometara na kojem su bili važni prijevoji Oštrelj i Mlinište, a između HV-a i Banje Luke još je samo gradić Mrkonjić Grad, koji je zauzet u akciji Južni potez (8. – 12. listopada 1995.). Vitalno srpsko uporište, Banja Luka, sada je postao realni sljedeći cilj, čije oslobođenje bi značilo totalni poraz srpskih snaga u BiH. Akcija Južni potez je - kako i intervjuu za "Europa Magazin" objašnjava u travnju 2011. godine Peter Galbright, ondašnji veleposlanik SAD u Hrvatskoj - zaustavljena na intervenciju američke diplomacije.

## Srbijanski gubitci
Uz uništenje infrastrukture, logistike i zapovjednoga sustava djelovanjem zračnih snaga NATO saveza, hrvatsko-bošnjački udar je u Republici Srpskoj slobađao dio po dio okupiranoga teritorija, s kojijh su se na tisuće izbjeglica u kolonama slijevale prema Prijedoru i Banjoj Luci. Skoro u potpunosti je razbijen 2. Krajiški korpus VRS–a i natjeran na povlačenje. Moral Srba bio je vrlo oslabljen, u Banjoj Luci i diljem Republike Srpske zavladala je panika. Ipak, široka osvojena područja prije rata nisu bila gušće naseljena – u pitanju su bila planinska, teže pristupačna područja, stoga broj izbjeglica u odnosu na osvojenu površinu nije bio velik.

## Vanjske poveznice
- Operacija MAESTRAL, mrežne stranice Udruge hrvatskih branitelja domovinskog rata Policije Brodsko-posavske županije, posjećeno 8. rujna 2015.
- Maestral  Arhivirana inačica izvorne stranice od 5. ožujka 2016. (Wayback Machine), Udruga veterana SJP Alfa Zagreb, posjećeno 8. rujna 2015.